# Tina Fey
Pour les articles homonymes, voir Fey.
Elizabeth Stamatina Fey, dite Tina Fey, est une actrice, scénariste, productrice et humoriste américaine, née le 18 mai 1970 à Upper Darby Township, en Pennsylvanie.
Elle est principalement connue pour son travail sur l'émission humoristique à sketches Saturday Night Live, diffusée sur NBC de 1997 à 2006, dans la série 30 Rock (2006 à 2013), acclamée par la critique, et ses apparitions dans des films tels que Lolita malgré moi, Baby Mama et Crazy Night.
Elle perce dans l'humour en tant que comédienne vedette de la troupe comique d'improvisation de Chicago The Second City. Ensuite, elle rejoint le Saturday Night Live comme autrice, avant de devenir scénariste en chef ainsi que coanimatrice du bulletin d'information parodique Weekend Update. En 2004, elle écrit le scénario de Lolita malgré moi, où elle tient également un rôle. Après avoir quitté le Saturday Night Live en 2006, elle crée la série télévisée 30 Rock, sitcom vaguement basée sur ses expériences au SNL, dans laquelle elle dépeint une scénariste en chef d'une série comique à sketches fictive. En 2008, elle a joué dans le film de comédie Baby Mama, aux côtés de son ancienne partenaire du SNL Amy Poehler. Par la suite, elle est apparue avec Steve Carell dans le film Crazy Night et prête sa voix dans le film d'animation Megamind, aux côtés de Will Ferrell.
Tina Fey a reçu sept Emmy Awards, deux Golden Globes Awards, cinq Screen Actors Guild Awards et quatre Writers Guild of America Awards. Elle a également obtenu une nomination au Grammy Award pour la narration du livre audio de son autobiographie Bossypants (en), qui est restée en tête de la New York Times Best Seller list durant cinq semaines.
En 2008, l'Associated Press lui attribue le prix AP Entertainer of the Year pour son interprétation satirique de la candidate à la vice-présidence républicaine Sarah Palin dans une apparition au SNL. En 2010, elle obtient le prix Mark Twain de l'humour américain, devenant la personne la plus jeune à obtenir cette distinction. Le 13 janvier 2013, elle présente pour la première fois la cérémonie des Golden Globes, avec son amie de longue date et collègue Amy Poehler, c'est la première fois qu'une femme présente l'évènement. Leur performance est saluée par la critique. Le duo présente ensuite la cérémonie à trois autres reprises, en 2014, 2015 et en 2021.

## Biographie

### Jeunesse et formation
Elizabeth Stamatina Fey est née à Upper Darby, une banlieue de Philadelphie, en Pennsylvanie, dans ce qui était principalement un quartier grec et italien. Elle est la fille de Zenovia « Jeanne » née Xenakes,, employée de courtage d'origine grecque, et Donald Fey, un écrivain de demandes de bourses universitaires d'origine allemande et écossaise,. Elle a un frère, Peter, qui a huit ans de plus qu'elle,.
Fey s'est familiarisée très jeune avec l'humour et la comédie. À ce propos, elle déclare : « Je me souviens que j'allais au cinéma avec mes parents pour voir Young Frankenstein. On regardait aussi Saturday Night Live, les Monty Python ou des vieux films des frères Marx. Mon père nous laissait nous coucher tard pour qu'on puisse regarder les Honeymooners. Par contre, on n'avait pas le droit de regarder les Flintstones (Les Pierrafeu), que mon père détestait parce que c'était un plagiat des Honeymooners. J'ai vraiment une connaissance très restreinte des Flintstones pour quelqu'un de mon âge. »
Elle a aussi grandi en regardant Second City Television (SCTV) et cite Catherine O'Hara comme un modèle.
Après l'école secondaire d’Upper Darby, elle étudie le théâtre à l'Université de Virginie dont elle sort diplômée en 1992. Puis, elle déménage à Chicago et accepte un emploi dans une YMCA afin de pouvoir prendre des cours du soir avec la troupe comique Second City. Elle dit avoir appris alors que la clef de l'improvisation est de « se concentrer entièrement sur son partenaire » et de « prendre ce qu'il vous donne et de l'utiliser pour construire une scène ».

### Vie privée

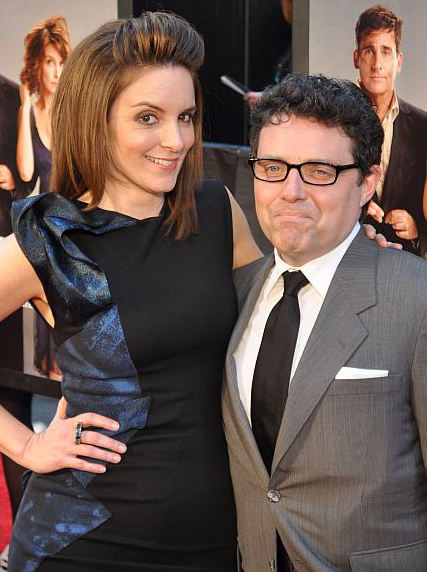
Tina Fey avec son époux Jeff Richmond, à la première de Date Night, en avril 2010.

Elle vit depuis 1997 à New York avec le compositeur Jeff Richmond. Elle devient mère d'une petite fille nommée Alice Zenobia Richmond née le 10 septembre 2005. En avril 2011, elle annonce qu'elle est enceinte de son second enfant,. Elle accouche le 10 août 2011 d'une petite Penelope Athena Richmond.
Tina Fey a une cicatrice légère du côté gauche de son menton, sous la lèvre inférieure. Dans une interview de janvier 2008 pour le magazine Vanity Fair, son époux a révélé la cause : lorsqu'elle avait cinq ans, un déséquilibré lui a tailladé le menton alors qu'elle jouait dans le jardin familial, elle a même cru « que quelqu'un l'a marquée avec un stylo ». Fey a dit qu'elle était réticente à parler de cet incident car « il est impossible d'en parler sans d'une manière ou d'une autre apparemment l'exploiter et le glorifier ».

## Carrière

### Stand-up puis la révélationSaturday Night Live(1994-2006)

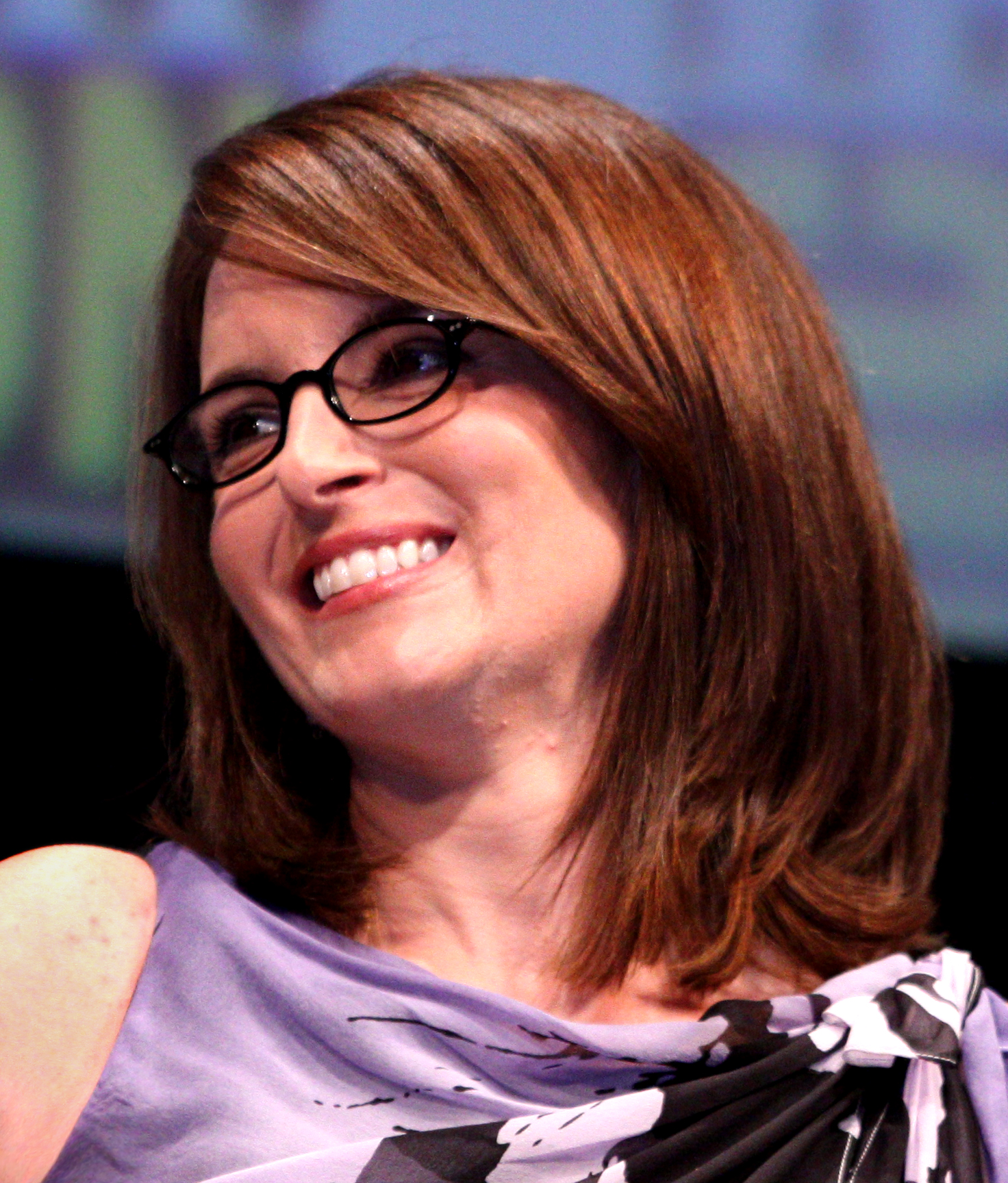
Tina Fey au Comic Con à San Diego, en Californie, en 2010.

En 1994, elle est invitée à se joindre à the Second City, à laquelle elle effectue huit représentations par semaine pendant deux années. Elle a été vue dans les revues Citizen Gates (1996) et Paradigm Lost (1997), où elle joue aux côtés de Scott Adsit, Kevin Dorff, Rachel Dratch, Jenna Jolovitz et Jim Zulevic,.
Par la suite, Tina a également fait à Chicago ce qu'elle décrit plus tard comme une tentative « amatrice » dans le stand-up. Elle participe également à ImprovOlympic.
Avec l'aide du scénariste en chef de l'époque, Adam McKay, Fey devient scénariste pour l'émission Saturday Night Live (sur NBC) en 1997. En 1999, après le départ de McKay de l'émission, elle devient la première femme à occuper le poste de scénariste en chef. Elle minimise l'importance de cette promotion en signalant le petit nombre de scénaristes en chef que l'émission a eu depuis ses débuts en 1975. Maintenant coscénariste en chef, elle gagne un trophée de la Writers Guild of America pour l'émission spéciale du vingt-cinquième anniversaire de SNL.  Elle et les autres scénaristes de l'émission remportent un Emmy en 2002 pour leur travail.
Elle participe au show également comme actrice, sa première apparition date de 1998, où après s'être regardée, elle a décidé de faire un régime alimentaire, perdant ainsi 30 livres (13,6 kilos). Ce n'est qu'en 2000 que la jeune femme commence à jouer des sketches dans l'émission.
Parmi les sketches récurrents écrits par Fey pour l'émission, on retrouve :
- des parodies des émissions Live With Regis and Kelly et The View ;
- des parodies de l'émission The Sharon Osbourne Show, écrites avec Amy Poehler ;
- The Girl with No Gaydar, écrit avec Rachel Dratch ;
- Boston Teens, écrit avec Rachel Dratch.

Elle a aussi participé à l'écriture des sketchs suivants :
- Colonel Angus, joué par Christopher Walken et rempli de jeux de mots avec le nom du colonel ;
- Mom Jeans, une parodie de publicité ;
- Talkin 'Bout 'Ginas [réf. souhaitée], une parodie des Monologues du vagin.

En 2000, Fey et Jimmy Fallon deviennent les coanimateurs du numéro Weekend Update, une parodie de bulletin d'information du SNL. Elle a dit qu'elle n'avait pas demandé de passer d'audition, mais c'est le producteur Lorne Michaels qui s'est approché d'elle. Sa prestation est saluée par la critique.
En 2004 Fallon quitte l'émission et est remplacé par Amy Poehler. C'est la première fois que deux femmes animent la Weekend Update. De plus, le duo féminin obtient des critiques favorables.
Le rôle principal de Fey dans ce numéro est comédienne, mais elle contribue aussi à son écriture. Elle est reconnue pour ses lunettes, qu'elle affirme ne porter que pour aider à la lecture du prompteur.
Elle ne quitte pas pour autant le jeu lui-même : elle s'associe avec sa collègue de SNL Rachel Dratch pour présenter le spectacle Dratch & Fey au théâtre Upright Citizens Bridage à New York, au U.S. Comedy Arts Festival à Aspen dans le Colorado et au Chicago Improv Festival. Ce spectacle est bien accueilli par la critique. Lorne Michaels, producteur de SNL, la voit jouer dans ce spectacle et cela l'amène à l'embaucher comme coanimatrice de Weekend Update.
Fey a aussi participé à Martin & Orloff, une comédie surréaliste dont la première a eu lieu au festival South by Southwest à Austin au Texas.

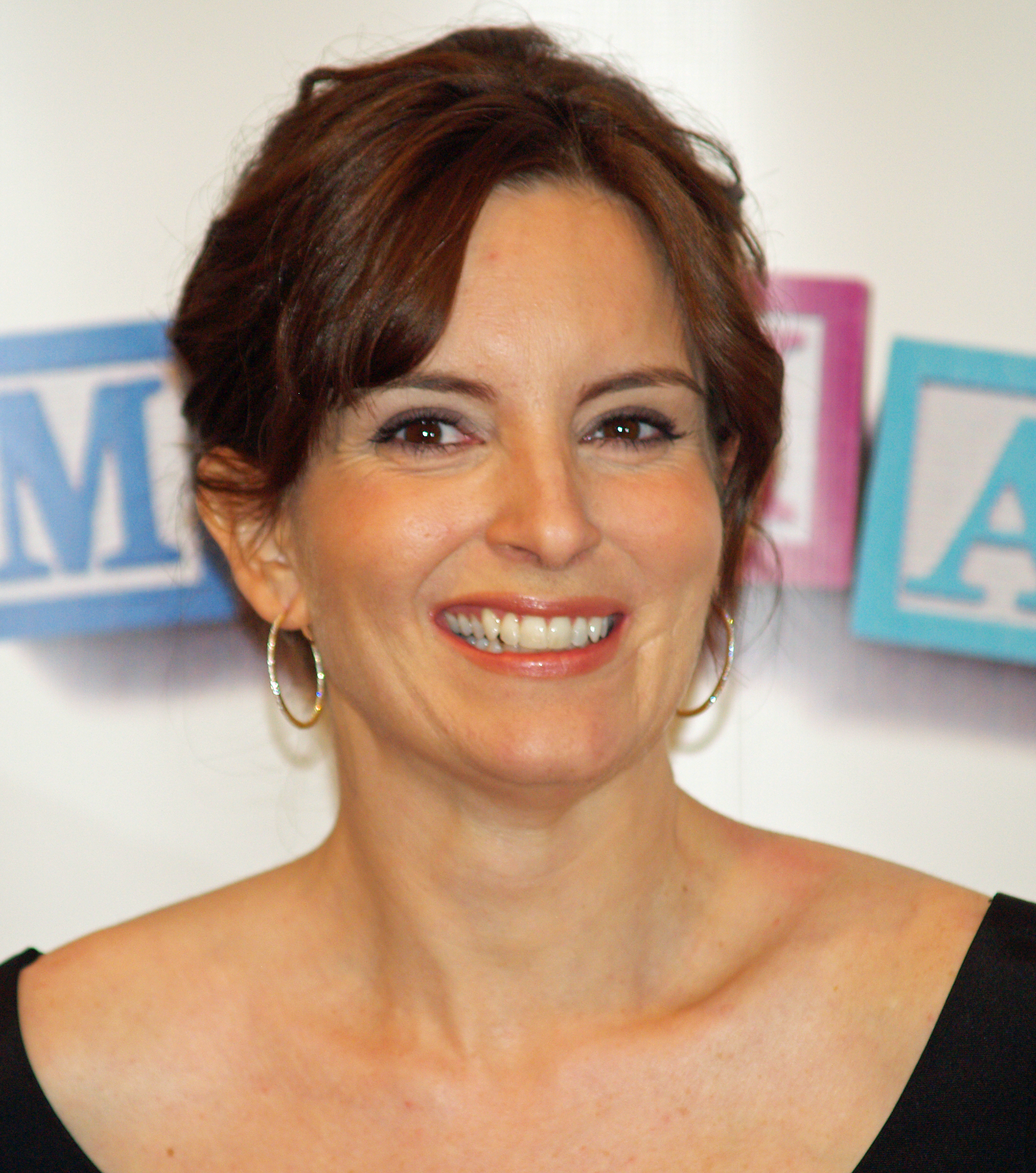
Tina Fey l'actrice à la première new-yorkaise de Baby Mama, en avril 2008.

Elle quitte le show en 2006 afin de développer 30 Rock. En septembre 2008, la production de l'émission Saturday Night Live convainc Tina Fey de revenir. Elle participe à l'émission pour parodier la candidate républicaine à la vice-présidence des États-Unis Sarah Palin. Ses parodies relancent la popularité de l'émission en perte de vitesse.

### La consécration30 Rocket progression au cinéma (2004-2013)
Sa carrière au cinéma est lancée en tant que scénariste. En 2004, elle écrit et joue dans la comédie Mean Girls. Les personnages et les comportements dans ce film sont basés sur la vie de Fey à l'école secondaire Upper Darby High School et sur le livre Queen Bees and Wannabes: Helping Your Daughter Survive Cliques, Gossip, Boyfriends, and Other Realities of Adolescence  (ISBN 0609609459) par Rosalind Wiseman. La distribution inclut certains comédiens présents ou passés de SNL, dont Tim Meadows, Ana Gasteyer et Amy Poehler. Lors de sa sortie en salles, le film rencontre un accueil favorable de la critique et du public. Le succès du long-métrage lui permet de développer un projet plus personnel.
Elle écrit, produit et joue dans sa propre sitcom 30 Rock, qui présente la vie dans une société de production de NBC, qui produit l'émission TGS with Tracy Jordan. Parmi les acteurs de cette sitcom, on peut citer Alec Baldwin ou Jane Krakowski.
En 2008, lors des 60es Emmy Awards, Tina Fey emporte les Emmy awards de la meilleure actrice dans une comédie et du meilleur scénario pour la série 30 Rock ; la série emporte également l'Emmy award de la meilleure série comique et Alec Baldwin l'Emmy award du meilleur acteur dans une comédie.
Sur grand écran elle confirme en tant qu'actrice en jouant son propre rôle dans la satire Man of the Year, aux côtés de Robin Williams, et The Invention of Lying, premier film réalisé par Ricky Gervais, dans lequel elle incarne la secrétaire d'un scénariste (incarné par Gervais).
Elle retrouve sa complice Amy Poehler pour la comédie Baby Mama, dans lequel elle incarne une femme d'affaires en mal d'enfant qui a recours à une mère porteuse. En dépit des commentaires mitigés, les critiques saluent la performance de Fey et un succès moins important que Lolita malgré moi.

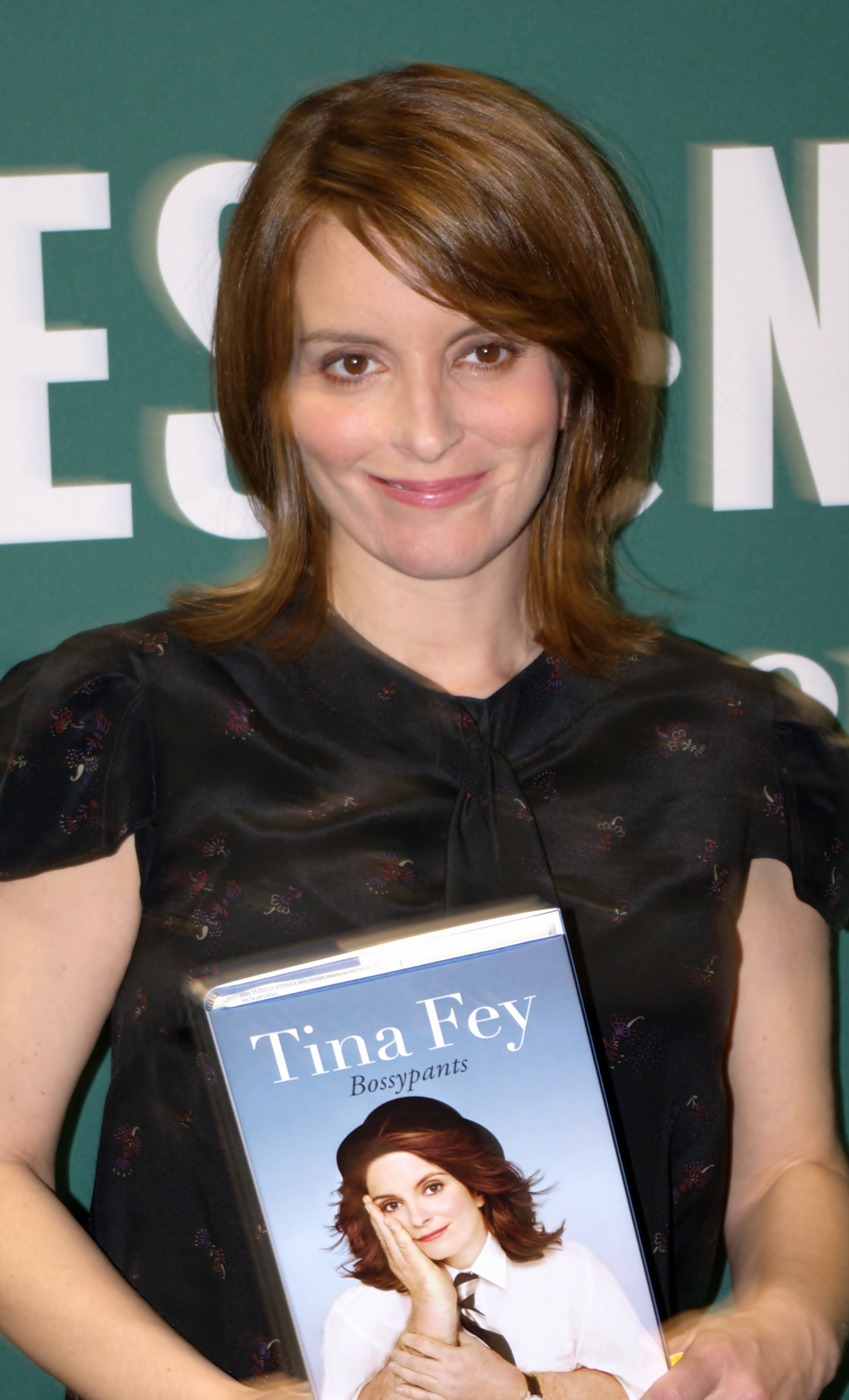
Tina Fey en avril 2011, pour la promotion de son autobiographie, Bossypants.

En 2010, elle partage la vedette au cinéma avec Steve Carell dans la comédie Crazy Night, qui a remporté un succès avec 152 millions de dollars de recettes mondiales.
La même année, elle prête sa voix au personnage féminin principal du film d'animation Megamind, qui est à ce jour le plus grand succès commercial de l'actrice.
En juillet 2010, elle est annoncée comme vedette du film Mommy and Me, film réalisé par Stanley Tucci, dans lequel elle partage la vedette avec Meryl Streep.
Le 5 avril 2011, paraît le livre Bossypants (en), comédie autobiographique qu'elle a écrite. Le New York Times lui attribue un avis positif.

### Entre cinéma et télévision (depuis 2013)
En janvier 2013, 30 Rock se conclut au bout de sept saisons. La même année, elle donne la réplique au cinéma à Paul Rudd pour la comédie romantique Admission, réalisée par Paul Weitz
Par la suite, Fey continue à produire et écrire des comédies pour la télévision, tout en tentant de se diversifier en tant qu'actrice au cinéma.

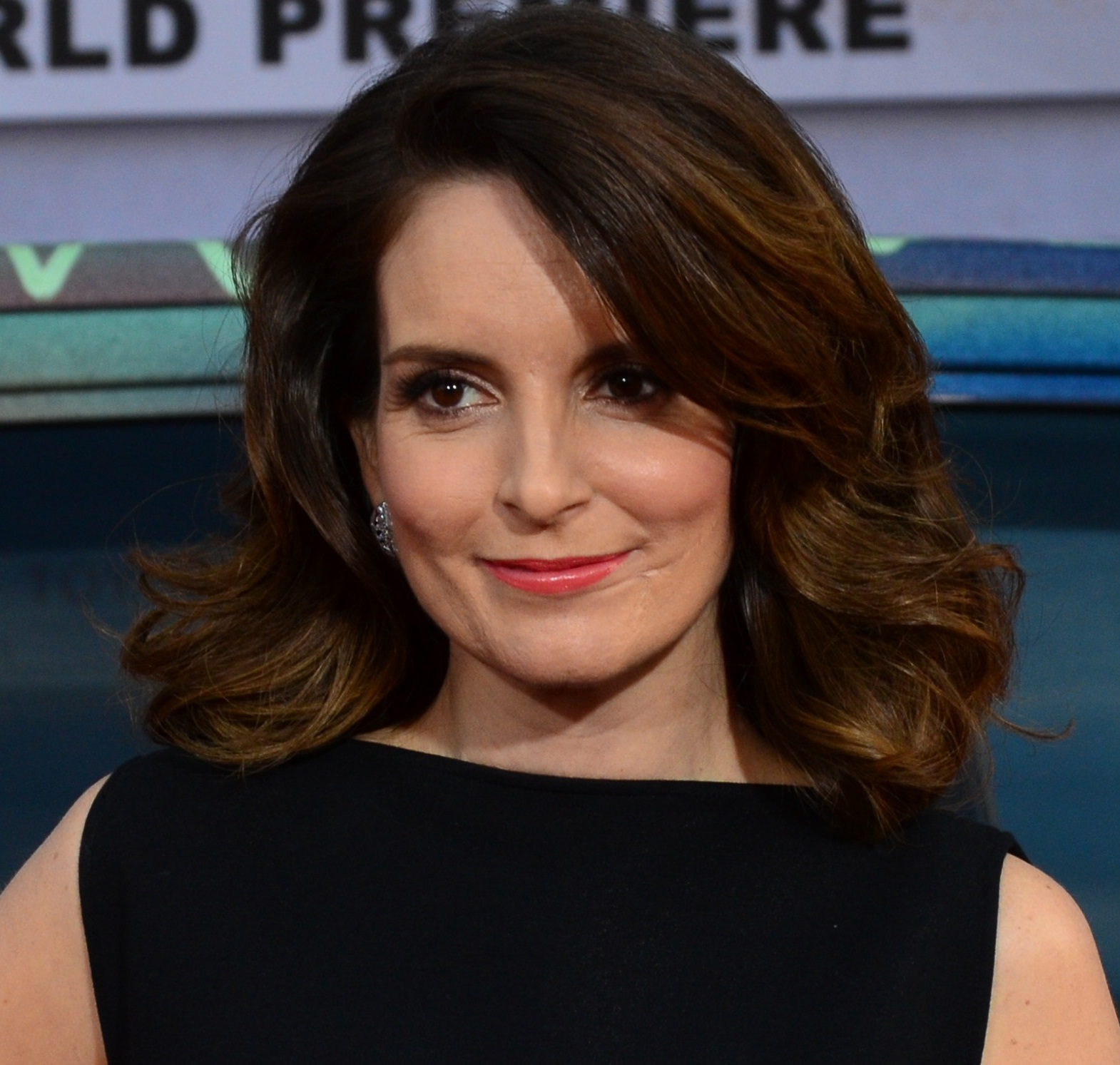
L'actrice à l'avant-première dOpération Muppets en 2014.

En 2014, elle fait ainsi partie de la distribution de stars de la comédie dramatique indépendante C'est ici que l'on se quitte, de Shawn Levy. Elle partage également l'affiche de la production Disney Opération Muppets, avec Ricky Gervais.
La même année, elle écrit et produit sa seconde sitcom, Unbreakable Kimmy Schmidt, vendue à la chaîne NBC, puis rachetée par Netflix pour un lancement l'année suivante. Elle apparait dans trois épisodes de la saison 1, puis trois autres de la saison 2, mise en ligne en 2016.
En tant qu'actrice, elle retrouve une seconde fois au cinéma Amy Poehler en 2015 pour la comédie potache Sisters, de Jason Moore ; puis elle porte en 2016 la satire Whiskey Tango Foxtrot, sous la direction de John Requa et Glenn Ficarra, qu'elle produit également.
En 2017, elle produit sa deuxième série, Great News, créée par son collaborateur de 30 Rock, Tracey Wigfield. Les audiences sont très modestes, mais les critiques positives. Elle joue dans cinq épisodes de la seconde saison.
En 2018, elle retrouve ses copines de SNL, Amy Poehler, Maya Rudolph, Rachel Dratch et Ana Gasteyer pour jouer dans la comédie Un week-end à Napa.
En 2024 elle est la nouvelle égérie de la campagne de Booking.com.

## Filmographie

### Cinéma
- 2002 : Martin & Orloff de Lawrence Blume : la femme du Sud
- 2004 : Lolita malgré moi (Mean Girls) de Mark Waters : Mlle Sharon Norbury (également scénariste)
- 2006 : Beer League (Artie Lange's Beer League) de Frank Sebastino : la secrétaire
- 2006 : Man of the Year de Barry Levinson : elle-même (caméo)
- 2007 : Aqua Teen Hunger Force Colon Movie Film for Theaters de Matt Maiellaro et Dave Willis : un burrito géant (voix)
- 2008 : Baby Mama de Michael McCullers : Kate Holbrook
- 2008 : Ponyo sur la falaise (Gake no ue no Ponyo) d'Hayao Miyazaki : Lisa (voix)
- 2009 : The Invention of Lying de Ricky Gervais et Matthew Robinson : Shelley Bailey
- 2010 : Crazy Night (Date Night) de Shawn Levy : Claire Foster
- 2010 : Megamind de Tom McGrath : Roxanne Ritchi (voix)
- 2013 : Admission de Paul Weitz : Portia Nathan
- 2013 : Légendes vivantes (Anchorman 2 : The Legend Continues) d'Adam McKay : la reporter d'Entertainment News (caméo)
- 2014 : Opération Muppets (Muppets Most Wanted) de James Bobin : Nadya
- 2014 : C'est ici que l'on se quitte (This Is Where I Leave You) de Shawn Levy : Wendy Altman
- 2015 : Au royaume des singes (Monkey Kingdom) de Mark Linfield et Alastair Fothergill : la narratrice (voix)
- 2015 : Sisters de Jason Moore : Kate Ellis (également productrice)
- 2016 : Whiskey Tango Foxtrot de John Requa et Glenn Ficarra : Kim Baker (également productrice)
- 2019 : Un week-end à Napa (Wine Country) d'Amy Poehler : Tammy
- 2021 : Soul de Pete Docter et Kemp Powers : 22 (voix)
- 2021 : Free Guy de Shawn Levy : la mère avec l'aspirateur (voix)
- 2023 : Qui a tué Maggie Moore(s) ? (Maggie Moore(s)) de John Slattery : Rita Grace
- 2023 : Mystère à Venise (A Haunting in Venice) de Kenneth Branagh : Ariadne Oliver
- 2024 : Mean Girls : Lolita malgré moi (Mean Girls) d'Arturo Perez Jr. et Samantha Jayne : Mlle Sharon Norbury (également scénariste et productrice)

### Télévision

#### Séries télévisées
- 1999 : Upright Citizens Brigade : Kerri Downey
- 2006 - 2013 : 30 Rock : Liz Lemon / Margaret Lemon jeune / Doris / Gladys Ormphby (également créatrice, scénariste, productrice déléguée)
- 2007 : Sesame Street : Bookaneer Captain
- 2009 : Bob l'éponge (SpongeBob SquarePants) : Elle-même (voix)
- 2011 : Phinéas et Ferb (Phineas and Ferb) : Annabelle (voix)
- 2012 : iCarly : Elle-même
- 2013 : Les Simpson (The Simpsons) : Mlle Cantwell (voix)
- 2013 : The Awesomes : L'avocate (voix)
- 2015 : Inside Amy Schumer : Elle-même
- 2015 - 2017 : Unbreakable Kimmy Schmidt : Marcia Clark / Dr. Andrea Bayden (également cocréatrice, scénariste, productrice déléguée)
- 2016 : Difficult People : Elle-même
- 2017 - 2018 : Great News : Diana St.Tropez
- 2019 : Modern Love : Sarah
- 2021 - 2023 : Only Murders in the Building : Cinda Canning
- 2021 : Girls5eva : Dolly Parton
- 2025 : The Four Seasons

## Théâtre
En tant que comédienne
- 2000 : Dratch & Fey : plusieurs rôles

Autres
- 2017 : Mean Girls (écriture du livret et productrice)

## Distinctions

### Récompenses

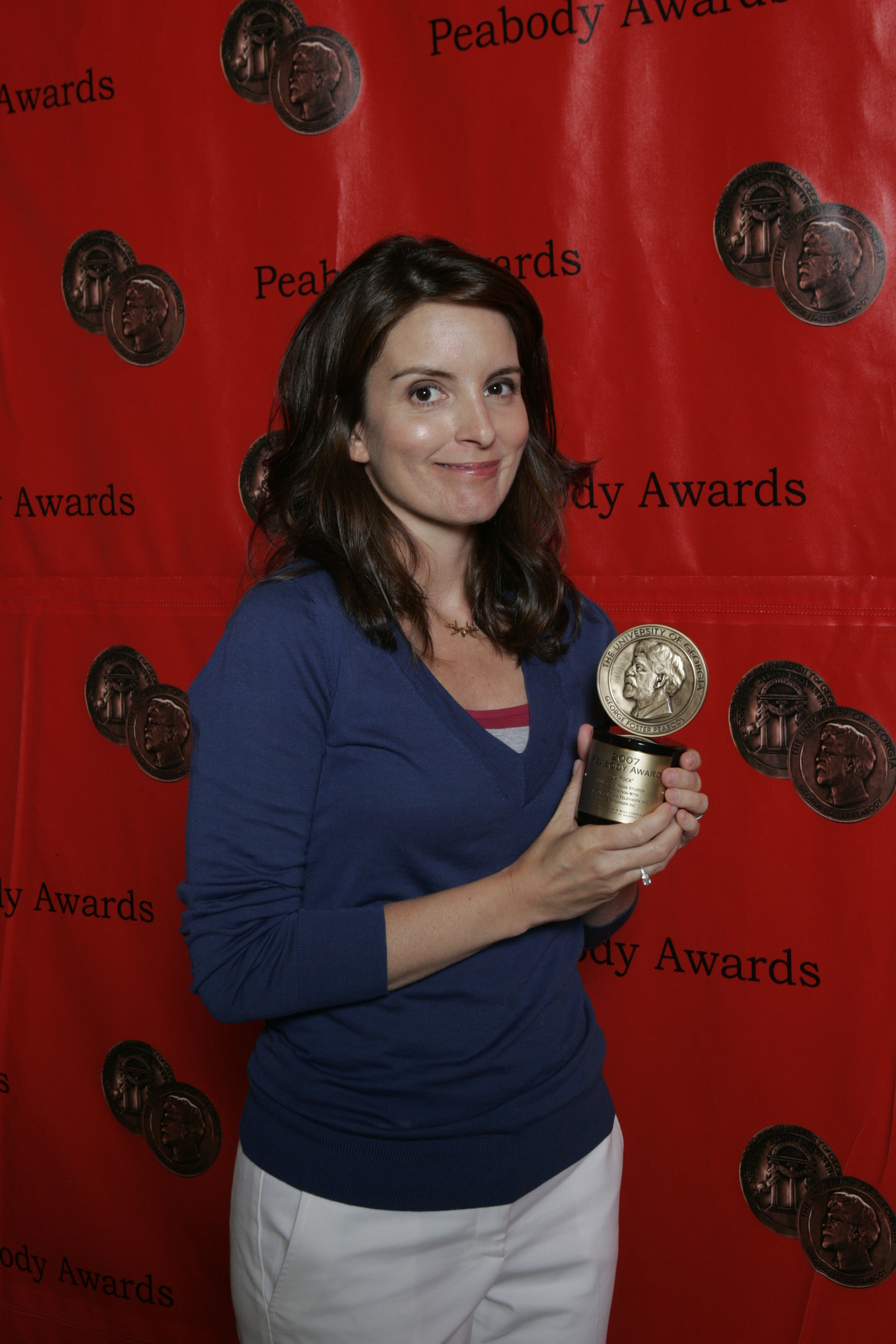
Tina Fey la scénariste et productrice, récompensée aux Bodyboard Awards 2008 pour son travail sur 30 Rock.

- Writers Guild of America Awards 2001 : WGA Award de la meilleure émission de variétés / comédie pour Saturday Night Live : le 25e anniversaire partagée avec Anne Beatts, Tom Davis, Steve Higgins, Lorne Michaels, Marilyn Suzanne Miller, Paula Pell, Paul Shaffer, T. Sean Shannon, Michael Shoemaker et Robert Smigel.
- Primetime Emmy Awards 2002 : Meilleur scénario pour une série télévisée comique pour Saturday Night Live  partagée avec Dennis McNicholas (Scénariste principal)., Doug Abeles (Scénariste)., James Anderson (Scénariste)., Max Brooks (Scénariste)., James Downey (Scénariste)., Hugh Fink (Scénariste)., Charlie Grandy (Scénariste)., Jack Handey (Scénariste)., Steve Higgins (Scénariste)., Erik Kenward (Scénariste)., Lorne Michaels (Scénariste)., Matt Murray (Scénariste)., Paula Pell (Scénariste)., Matt Piedmont (Scénariste)., Ken Scarborough (Scénariste)., Michael Schur (Scénariste)., Frank Sebastiano (Scénariste)., T. Sean Shannon (Scénariste)., Robert Smigel (Scénariste)., Emily Spivey (Scénariste)., Andrew Steele (Scénariste). et Scott Wainio (Scénariste)..
- New York Women in Film & Television 2005 : Lauréate du Prix Muse.
- Gracie Allen Awards 2007 : meilleure actrice principale dans une série télévisée comique pour 30 Rock
- Primetime Emmy Awards 2007 : Meilleure série comique pour 30 Rock partagée avec Lorne Michaels (producteur délégué)., David Miner (producteur délégué)., JoAnn Alfano (producteur délégué)., Marci Klein (producteur délégué)., Robert Carlock (producteur délégué)., Jack Burditt (Coproducteur délégué)., John Riggi (Coproducteur délégué)., Brett Baer (Coproducteur délégué)., Dave Finkel (Coproducteur délégué)., Adam Bernstein (Producteur superviseur)., Jeff Richmond (Producteur). et Jerry Kupfer (Producteur)..
- Writers Guild of America Awards 2007 : WGA Award de la meilleure émission de variétés / comédie pour Saturday Night Live partagée avec Seth Meyers (Scénariste principal)., Andrew Steele (Scénariste principal)., Doug Abeles, James Anderson, Alex Baze, Liz Cackowski (en), Charlie Grandy, Steve Higgins, Colin Jost, Erik Kenward, John Lutz, Lorne Michaels, Matt Murray, Paula Pell, Akiva Schaffer, Frank Sebastiano, T. Sean Shannon, Robert Smigel, J.B. Smoove, Emily Spivey, Jorma Taccone, Bryan H. Tucker, Mike Schwartz (Sketches additionnelles). et Kristin Gore (Sketches additionnelles)..
- Gold Derby Awards 2008 : meilleure actrice principale dans une série télévisée comique,  meilleure interprète de l'année dans une série télévisée comique pour 30 Rock
- Golden Globes 2008 : Meilleure actrice dans une série musicale ou comique pour 30 Rock
- Gracie Allen Awards 2008 : meilleure actrice principale dans une série télévisée comique pour 30 Rock
- NewNowNext Awards 2008 : Lauréate du Prix de l'actrice la plus hot.
- Online Film & Television Association Awards 2008 : meilleure actrice dans une série télévisée comique pour 30 Rock
- Primetime Emmy Awards 2008 :
  - Meilleur scénario pour une série comique pour 30 Rock
  - Meilleure série comique pour 30 Rock partagée avec Lorne Michaels (producteur délégué)., Marci Klein (producteur délégué)., David Miner (producteur délégué)., Robert Carlock (producteur délégué)., John Riggi (Coproducteur délégué)., Jack Burditt (Coproducteur délégué)., Jeff Richmond (Producteur)., Don Scardino (Producteur). et Jerry Kupfer (Producteur)..
- Producers Guild of America Awards 2008 : meilleure productrice dans une série télévisée comique pour 30 Rock partagée avec Lorne Michaels, Marci Klein, Robert Carlock, Jeff Richmond et Jerry Kupfer.
- Screen Actors Guild Awards 2008 : Meilleure actrice dans une série comique pour 30 Rock
- Television Critics Association Awards 2008 : meilleure actrice dans une série télévisée comique pour 30 Rock
- Writers Guild of America Awards 2008 : WGA Award de la meilleure série comique pour 30 Rock partagée avec Brett Baer, Jack Burditt, Kay Cannon, Robert Carlock, Dave Finkel, Daisy Gardner, Donald Glover, Matt Hubbard, Jon Pollack, John Riggi, Tami Sagher et Ron Weiner.
- Golden Globes 2009 : Golden Globe de la meilleure actrice dans une série comique, Golden Globe de la meilleure série comique pour 30 Rock
- Online Film & Television Association Awards 2009 : meilleure actrice dans une série télévisée comique pour 30 Rock, meilleure actrice invitée dans une série télévisée comique pour Saturday Night Live
- People's Choice Awards 2009 : star féminine préférée la plus cool.
- Primetime Emmy Awards 2009 : Meilleure actrice invitée dans une série télévisée comique parodie de Sarah Palin pour Saturday Night Live
- Primetime Emmy Awards 2009 : Meilleur scénario pour une série comique pour 30 Rock partagée avec Lorne Michaels (producteur délégué)., Marci Klein (producteur délégué)., David Miner (producteur délégué)., Robert Carlock (producteur délégué)., John Riggi (Coproducteur délégué)., Jack Burditt (Coproducteur délégué)., Ron Weiner (Coproducteur délégué)., Matt Hubbard (Producteur superviseur)., Jeff Richmond (Producteur superviseur)., Don Scardino (Producteur). et Jerry Kupfer (Producteur)..
- Producers Guild of America Awards 2009 : meilleure productrice dans une série télévisée comique pour 30 Rock partagée avec Lorne Michaels, Marci Klein, Robert Carlock, David Miner, Jeff Richmond et Jerry Kupfer.
- Screen Actors Guild Awards 2009 : Meilleure distribution pour une série comique pour 30 Rock partagée avec Scott Adsit, Alec Baldwin, Katrina Bowden, Kevin Dotcom Brown, Judah Friedlander, Jane Krakowski, Jack McBrayer, Tracy Morgan, Maulik Pancholy et Keith Powell.
- Screen Actors Guild Awards 2009 : Meilleure actrice dans une série comique pour 30 Rock
- Writers Guild of America Awards 2009 : WGA Award de la meilleure série comique pour 30 Rock partagée avec Jack Burditt, Kay Cannon, Robert Carlock, Donald Glover, Andrew Guest, Matt Hubbard, Jon Pollack, John Riggi, Tami Sagher et Ron Weiner.
- Mark Twain Prize for American Humor 2010 : Prix Mark-Twain.
- Producers Guild of America Awards 2010 : meilleure productrice dans une série télévisée comique pour 30 Rock partagée avec Jerry Kupfer, David Miner, Marci Klein, Robert Carlock, Jeff Richmond, Don Scardino et Lorne Michaels.
- Screen Actors Guild Awards 2010 : Meilleure actrice dans une série comique pour 30 Rock
- Teen Choice Awards 2010 : Teen Choice Award de la meilleure actrice dans une comédie pour Date Night
- Writers Guild of America Awards 2010 : WGA Award de la meilleure série comique pour 30 Rock partagée avec Jack Burditt, Kay Cannon, Robert Carlock, Tom Ceraulo, Vali Chandrasekaran, Donald Glover, Steve Hely, Matt Hubbard, Dylan Morgan, Paula Pell, Jon Pollack, John Riggi, Tami Sagher, Josh Siegal, Ron Weiner et Tracey Wigfield.
- Critics' Choice Television Awards 2011 : Meilleur acteur dans une série comique pour 30 Rock
- Festival de télévision de Monte-Carlo 2012 : Nymphe d'Or de la meilleure actrice dans une série comique pour 30 Rock
- Gold Derby Awards 2013 : meilleur épisode de l'année dans une série télévisée comique pour 30 Rock partagée avec Beth McCarthy-Miller (Réalisateur)., Jack Burditt (Scénariste)., Robert Carlock (Scénariste). et Tracey Wigfield (Scénariste), meilleure hôte dans un programme de variété pour 70th Golden Globe Awards partagée avec Amy Poehler.
- Festival de télévision de Monte-Carlo 2013 : Nymphe d'Or de la meilleure actrice dans une série comique pour 30 Rock
- Primetime Emmy Awards 2013 : Meilleur scénario pour une série télévisée comique pour 30 Rock partagée avec Tracey Wigfield (Scénario).
- Screen Actors Guild Awards 2013 : Meilleure actrice dans une série comique pour 30 Rock
- Gold Derby Awards 2014 : meilleure hôte dans un programme de variété pour 71th Golden Globe Awards partagée avec Amy Poehler.
- Online Film & Television Association Awards 2014 : meilleure performance féminine dans une série télévisée comique pour Saturday Night Live
- Writers Guild of America Awards 2015 : WGA Award de la meilleure émission de variétés / comédie pour 71th Golden Globe Awards partagée avec Barry Adelman, Alex Baze, Dave Boone, Robert Carlock, Jon Macks, Sam Means, Seth Meyers, Amy Poehler et Michael Shoemaker.
- Gold Derby Awards 2016 : meilleure actrice invitée dans une série télévisée comique pour Unbreakable Kimmy Schmidt
- Gracie Allen Awards 2016 : meilleure actrice invitée dans une série télévisée comique pour Unbreakable Kimmy Schmidt
- Primetime Emmy Awards 2016 : Meilleure actrice invitée dans une série télévisée comique pour Saturday Night Live partagée avec Amy Poehler.
- Writers Guild of America Awards 2017 : Meilleur scénario dans une série de variété pour Saturday Night Live partagée avec Rob Klein, Bryan H. Tucker, James Anderson, Fred Armisen, Jeremy Beiler, Chris Belair, Megan Callahan, Michael Che, Mikey Day, James Downey, Fran Gillespie, Sudi Green, Tim Herlihy (en), Steve Higgins, Colin Jost, Zach Kanin, Chris Kelly, Erik Kenward, Paul Masella, Dave McCary, Dennis McNicholas, Seth Meyers, Lorne Michaels, Josh Patten, Paula Pell, Katie Rich, Tim Robinson, Sarah Schneider, Pete Schultz, Streeter Seidell, Dave Sirus, Emily Spivey, Andrew Steele, Will Stephen et Kent Sublette.
- Casting Society of America Awards 2019 : Lauréate du Prix Marion Dougherty New York Apple pour partagée avec Jeff Richmond

### Nominations
- Primetime Emmy Awards 2001 : Meilleur scénario pour une série télévisée comique pour Saturday Night Live
- Writers Guild of America Awards 2002 : meilleure série télévisée comique pour Saturday Night Live
- Primetime Emmy Awards 2003 : Meilleur scénario pour une série télévisée comique pour Saturday Night Live
- Writers Guild of America Awards 2003 : meilleure série télévisée comique pour Saturday Night Live
- Awards Circuit Community Awards 2004 : meilleur scénario  pour Lolita malgré moi
- Teen Choice Awards 2004 : meilleure comédienne
- Gold Derby Awards 2005 : meilleur scénario pour Lolita malgré moi
- Online Film & Television Association Awards 2005 : meilleur scénario pour Lolita malgré moi
- People's Choice Awards 2005 : star féminine la plus fun préférée
- Teen Choice Awards 2005 : meilleure comédienne
- Writers Guild of America Awards 2005 : meilleur scénario pour Lolita malgré moi
- Gold Derby Awards 2007 : meilleure actrice principale dans une série télévisée comique pour 30 Rock
- Online Film & Television Association Awards 2007 : meilleure actrice dans une série télévisée comique pour 30 Rock
- Primetime Emmy Awards 2007 : Meilleur scénario pour une série télévisée comique, Meilleure actrice dans une série télévisée comique pour 30 Rock
- Satellite Awards 2007 : Meilleure actrice dans une série musicale ou comique pour 30 Rock
- Television Critics Association Awards 2007 : meilleure actrice dans une série télévisée comique pour 30 Rock
- Writers Guild of America Awards 2007 : meilleure série télévisée comique, meilleure nouvelle série télévisée comique pour 30 Rock
- Gold Derby Awards 2008 : meilleure distribution de l'année dans une série télévisée comique pour 30 Rock
- Festival de télévision de Monte-Carlo 2008 : Nymphe d'Or de la meilleure actrice dans une série comique pour 30 Rock
- Online Film & Television Association Awards 2008 : meilleure hôtesse dans un programme de variété pour Saturday Night Live
- Primetime Emmy Awards 2008 :
  - Meilleur scénario pour une série télévisée comique pour 30 Rock
  - Meilleure prestation individuelle pour une émission de variétés ou musicale pour Saturday Night Live
- Teen Choice Awards 2008 : Meilleure actrice dans une série télévisée comique pour 30 Rock
- Satellite Awards 2008 : Meilleure actrice dans une série musicale ou comique pour 30 Rock
- Screen Actors Guild Awards 2008 : Meilleure distribution pour une série comique pour 30 Rock
- People's Choice Awards 2009 : concordance à l'écran préférée partagée avec Amy Poehler pour Baby Mama
- Festival de télévision de Monte-Carlo 2009 : Nymphe d'Or de la meilleure actrice dans une série comique pour 30 Rock
- Primetime Emmy Awards 2009 : Meilleure actrice dans une série télévisée comique pour 30 Rock
- Satellite Awards 2009 : Meilleure actrice dans une série musicale ou comique pour 30 Rock
- Television Critics Association Awards 2009 : meilleure actrice dans une série télévisée comique pour 30 Rock
- Writers Guild of America Awards 2009 : meilleur épisode comique dans une série télévisée comique pour 30 Rock
- Golden Globes 2010 : Golden Globe de la meilleure actrice dans une série comique pour 30 Rock
- Gold Derby Awards 2010 : meilleure actrice principale dans une série télévisée comique,  meilleure interprète de l'année, meilleur scénario adapté de la décennie dans une comédie pour Lolita malgré moi
- Festival de télévision de Monte-Carlo 2010 : Nymphe d'Or de la meilleure actrice dans une série comique pour 30 Rock
- Primetime Emmy Awards 2010 :
  - Meilleure série télévisée comique pour 30 Rock
  - Meilleure actrice dans une série télévisée comique pour 30 Rock
  - Meilleur scénario pour une série télévisée comique pour 30 Rock
  - Meilleure actrice invitée dans une série télévisée comique pour Saturday Night Live
- Satellite Awards 2010 : Meilleure actrice dans une série musicale ou comique pour 30 Rock
- Screen Actors Guild Awards 2010 : Meilleure distribution pour une série comique pour 30 Rock
- Teen Choice Awards 2010 : Meilleure scène de danse partagée avec Steve Carell dans une comédie pour Date Night
- Gold Derby Awards 2011 : meilleure actrice principale dans une série télévisée comique pour 30 Rock
- Golden Globes 2011 : Golden Globe de la meilleure actrice dans une série comique pour 30 Rock
- Festival de télévision de Monte-Carlo 2011 : Nymphe d'Or de la meilleure actrice dans une série comique pour 30 Rock
- People's Choice Awards 2011 : équipe à l'écran préférée partagée avec Steve Carell pour Crazy Night, actrice comique préférée, actrice TV comique préférée pour 30 Rock
- Primetime Emmy Awards 2011 : Meilleure actrice dans une série télévisée comique pour 30 Rock et pour Saturday Night Live
- Primetime Emmy Awards 2011 : Meilleure série télévisée comique pour 30 Rock
- Producers Guild of America Awards 2011 : meilleure productrice dans une série télévisée comique pour 30 Rock partagée avec Robert Carlock, Marci Klein, Jerry Kupfer, Lorne Michaels, David Miner, Jeff Richmond et Don Scardino.
- Screen Actors Guild Awards 2011 :
  - Meilleure distribution pour une série comique pour 30 Rock
  - Meilleure actrice dans une série comique pour 30 Rock
- Writers Guild of America Awards 2011 : meilleure série télévisée comique pour 30 Rock
- Golden Globes 2012 : Golden Globe de la meilleure actrice dans une série comique pour 30 Rock
- Festival de télévision de Monte-Carlo 2012 : meilleure réalisatrice dans une série télévisée comique pour 30 Rock
- People's Choice Awards 2012 : Actrice TV comique préférée
- Primetime Emmy Awards 2012 :
  - Meilleure série télévisée comique pour 30 Rock
  - Meilleure actrice dans une série télévisée comique pour 30 Rock
- Producers Guild of America Awards 2012 : meilleure productrice dans une série télévisée comique pour 30 Rock
- Screen Actors Guild Awards 2012 :
  - Meilleure distribution pour une série comique pour 30 Rock
  - Meilleure actrice dans une série comique pour 30 Rock
- TV Guide Awards 2012 : actrice préférée dans une série télévisée comique pour 30 Rock
- Gold Derby Awards 2013 : meilleure actrice principale dans une série télévisée comique pour 30 Rock
- Writers Guild of America Awards 2013 : Meilleure série télévisée comique pour 30 Rock
- Gold Derby Awards 2013 : meilleure interprète de l'année.
- Golden Globes 2013 : Golden Globe de la meilleure actrice dans une série comique pour 30 Rock
- Primetime Emmy Awards 2013 : Meilleure série télévisée comique pour 30 Rock
- Producers Guild of America Awards 2013 : Meilleure productrice dans une série télévisée comique pour 30 Rock
- Screen Actors Guild Awards 2013 : Meilleure distribution pour une série comique pour 30 Rock
- Writers Guild of America Awards 2013 : Meilleure série télévisée comique pour 30 Rock
- Primetime Emmy Awards 2014 : Meilleure actrice invitée dans une série télévisée comique pour Saturday Night Live
- Producers Guild of America Awards 2014 : Meilleure productrice dans une série télévisée comique pour 30 Rock
- Screen Actors Guild Awards 2014 :
  - Meilleure distribution pour une série comique pour 30 Rock
  - Meilleure actrice dans une série comique pour 30 Rock
- Writers Guild of America Awards 2014 : Meilleure série télévisée comique pour 30 Rock
- Gold Derby Awards 2015 : meilleur épisode comique de l'année dans une série télévisée comique pour Unbreakable Kimmy Schmidt
- Gotham Independent Film Awards 2015 : Meilleure série télévisée comique pour Unbreakable Kimmy Schmidt
- Online Film & Television Association Awards 2015 : meilleure performance dans une série télévisée comique pour Unbreakable Kimmy Schmidt
- People's Choice Awards 2015 : Actrice de film comique préférée
- Primetime Emmy Awards 2015 :
  - Meilleure actrice invitée dans une série télévisée comique pour Unbreakable Kimmy Schmidt
  - Meilleure série télévisée comique pour Unbreakable Kimmy Schmidt
- Critics' Choice Movie Awards 2016 : Meilleure actrice dans une comédie pour Sisters.
- Primetime Emmy Awards 2016 : Meilleure série télévisée comique pour Unbreakable Kimmy Schmidt
- Writers Guild of America Awards 2016 : Meilleure série télévisée comique pour Unbreakable Kimmy Schmidt
- Primetime Emmy Awards 2017 :
  - Meilleure série télévisée comique pour Unbreakable Kimmy Schmidt
  - Meilleure musique originale et paroles dans une série télévisée comique pour Unbreakable Kimmy Schmidt
- Writers Guild of America Awards 2017 : Meilleure série télévisée comique, Meilleure épisode comique dans une série télévisée comique pour Unbreakable Kimmy Schmidt
- Gold Derby Awards 2018 : meilleure actrice invitée dans une série télévisée comique pour Saturday Night Live
- Primetime Emmy Awards 2018 :
  - Meilleure série télévisée comique pour Unbreakable Kimmy Schmidt
  - Meilleure actrice invitée dans une série télévisée comique pour Saturday Night Live
- Gold Derby Awards 2019 : meilleure actrice comique de la décennie dans une série télévisée comique pour Unbreakable Kimmy Schmidt, meilleure interprète de la décennie

## Voix françaises
En France, Stéphanie Lafforgue est la voix française la plus régulière de Tina Fey. Karine Texier l'a doublée à trois reprises. 
Au Québec, Mélanie Laberge est la voix québécoise régulière de l'actrice.